# Sociaaldemocratische Partij van Kroatië

Logo

De Sociaaldemocratische Partij van Kroatië (Kroatisch: Socijaldemokratska Partija Hrvatske) is de grootste sociaaldemocratische
politieke partij van Kroatië. De partijvoorzitter is Davor Bernardić en de partij heeft 37 van de 151 zetels in het Kroatische parlement.

## Geschiedenis
De partij groeide uit de Bond van Communisten van Kroatië (Savez Komunista Hrvatske, SKH). Zij verlieten het 17e congres van de Communistische Partijen van Joegoslavië samen met de Slovenen omdat zij niet konden samenwerken met de Servische Communistische Partij van Slobodan Milošević. Toen het communisme viel in Joegoslavië voegde de partij de naam Partij van Democratische Veranderingen aan haar oorspronkelijke naam toe (Stranka demokratskih promjena, SDP). In april 1990 deed de partij mee aan de eerste meerpartijenverkiezingen in Kroatië. De SKH-SDP verloor de verkiezingen maar bleef wel in het parlement.
Op 30 april 1994 fuseerde zij met de door Antun Vujić geleide Sociaal Democraten van Kroatië (SDH) om de Sociaaldemocratische Partij van Kroatië op te zetten. Ivica Račan bleef partijvoorzitter.
Al voor de verkiezingen kondigde de partij een coalitie met de Kroatische Sociaal Liberale Partij (HSLS) aan, zij wonnen de parlementsverkiezingen in januari 2000. Račan was de leider van de sterkste partij en werd minister-president van Kroatië. In de coalitieregering zaten ministers van de SDP en de HSLS, en de coalitie van de Kroatische Boerenpartij, de Liberale Partij, de Kroatische Volkspartij en de Istrische Democratische Assemblee.
De door de SDP geleide regering bleef aan de macht tot de volgende parlementsverkiezingen in november 2003. Voor de verkiezingen begonnen vormden zij een coalitie met de LIBRA (een dissidente fractie van de HSLS) en de Liberale Partij, maar ze konden niet de meerderheid in het parlement krijgen, zelfs niet met de oude coalitie van 2000. De partij kreeg 56 van de 152 zetels.

## periode 2011-2015
Op 4 december 2011 won de partij de parlementsverkiezingen in een coalitie van partijen die samen 83 zetels behaalden. Partijleider Zoran Milanovic vormde een kabinet dat op 23 december werd beëdigd door de president van Kroatië. Deze regering moest het begrotingstekort van 6% en de werkloosheid van 17% terugdringen, en het land binnenloodsen in de Europese Unie en de Euro.
De parlementsverkiezingen van november 2015 werden door de SDP verloren, ten gunste van de conservatieve partij HDZ en de hervormingsgezinde partij Most, die sinds januari 2016 de regering van Kroatië vormen.